# 74503 Madola
74503 Madola este un asteroid din centura principală, descoperit pe 23 februarie 1999, de Denis Bergeron.